# Innisfail, Queensland
Innisfail är en ort i Australien. Den ligger i kommunen Cassowary Coast och delstaten Queensland, omkring 1 300 kilometer nordväst om delstatshuvudstaden Brisbane. Innisfail ligger 13 meter över havet och antalet invånare är 8 262.
Runt Innisfail är det glesbefolkat, med 14 invånare per kvadratkilometer.. Innisfail är det största samhället i trakten. 
Omgivningarna runt Innisfail är en mosaik av jordbruksmark och naturlig växtlighet. Genomsnittlig årsnederbörd är 2 747 millimeter. Den regnigaste månaden är mars, med i genomsnitt 608 mm nederbörd, och den torraste är oktober, med 45 mm nederbörd.